# Cranz
Cranz, Hamburg-Cranz – dzielnica miasta Hamburg w Niemczech, w okręgu administracyjnym Harburg.  
1 kwietnia 1937 na mocy ustawy o Wielkim Hamburgu włączony w granice miasta.